# Swartz
Swartz – jednostka osadnicza w Stanach Zjednoczonych, w stanie Luizjana, w parafii Ouachita.